# 증타
증타(繒它,  ? ~ ?)는 전한 중기의 제후로, 개국공신 증하의 손자이다.

## 행적
경제 6년(기원전 151년), 아버지 증호의 뒤를 이어 기후(祁侯)에 봉해졌다.
벗 양왕손이 죽음을 앞두고 자신의 아들에게 알몸으로 장사지낼 것을 명하자, 이를 만류하는 글을 보냈다. 그러나 결국 양왕손은 자신의 뜻을 관철시켜, 알몸으로 묻혔다.
원광 2년(기원전 133년), 활쏘기 시합에서 멋대로 빠져나가, 불경죄로 작위가 박탈되었다.

## 출전
- 사마천, 《사기》 권18 고조공신후자연표
- 반고, 《한서》 권16 고혜고후문공신표·권67 양호주매운전

| 전임 아버지 기경후 증호 | 전한의 기후 기원전 151년 ~ 기원전 133년 | 후임 (봉국 폐지) |